# دلاوري غرغيان (لوداب)
دلاوري غرغیان (بالفارسية: دلاوری گرگیان) هي قرية تقع في إيران في قسم لوداب الريفي. يقدر عدد سكانها بـ 30 نسمة بحسب إحصاء 2016.